# Litsea iteodaphne
Litsea iteodaphne (Nees) Hook. f. – gatunek rośliny z rodziny wawrzynowatych (Lauraceae Juss.). Występuje endemicznie na Sri Lance. 

## Morfologia
PokrójZimozielone drzewo lub krzew. Dorasta do 3,5 m wysokości.
LiścieMają równowąsko lancetowaty kształt. Mierzą 9–12 cm długości oraz 1–2 cm szerokości. Są skórzaste. Nasada liścia jest wąska. Blaszka liściowa jest całobrzega, o spiczastym wierzchołku. Ogonek liściowy jest owłosiony i dorasta do 6–10 mm długości.
KwiatySą niepozorne, jednopłciowe, zebrane w baldachy, rozwijają się w kątach pędów. Okwiat jest zbudowany z listków o owalnym kształcie i długości 1 mm.
OwoceMają elipsoidalny kształt, osiągają 9–10 mm długości i 5–7 mm szerokości.

## Biologia i ekologia
Roślina dwupienna. Rośnie w lasach.